# Jewgienij Bek

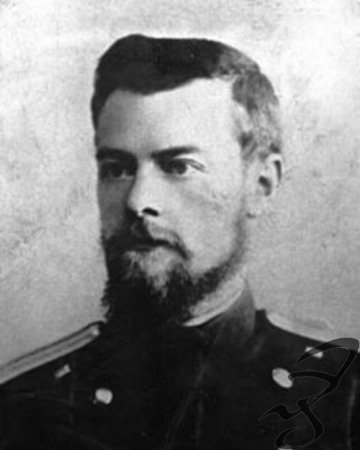
Jewgienij Bek

Jewgienij Władimirowicz Bek (ros. Евгений Владимирович Бек, ur. 18 czerwca 1865 w Sankt Petersburgu, zm. 2 lipca 1915 w Czycie) – rosyjski lekarz. Niezależnie od Nikołaja Kaszina opisał chorobę, znaną dziś jako choroba Kaszina-Beka.

## Prace
- К вопросу об обезображивающем эндемическом остеоартрите в Заб. обл. (1906)
- Zur Frage der Osteoarthritis deformans endemica im Transbaikalgebiet (1906)